# Freccia Vallone femminile
La Freccia Vallone femminile (fr.: La Flèche Wallonne Femmes) è una corsa in linea di ciclismo su strada femminile che si tiene annualmente, ad aprile, nella regione della Vallonia, in Belgio. Dal 2016 fa parte del calendario dell'UCI Women's World Tour.

## Storia
Come la corsa maschile, anche questa competizione è organizzata dalla Amaury Sport Organisation, e per questo si svolge nello stesso giorno di quella maschile. Svoltasi per la prima volta nel 1998, fu inclusa dal 1999 al 2015 nel calendario della Coppa del mondo su strada femminile. Dal 2016 è parte del calendario del nuovo UCI Women's World Tour.
L'olandese Anna van der Breggen detiene il record di vittorie, essendosi aggiudicata per sette volte la competizione: si è imposta per sette volte consecutive, dal 2015 al 2021.

## Percorso
Il tracciato su cui si snoda ha un chilometraggio inferiore ai 140 km (l'edizione più lunga è stata di 137, mentre la più corta è stata di 84), in cui sono previsti circa 7/9 muri da affrontare; il punto più delicato è il muro di Huy, una salita di un chilometro e trecento metri con una pendenza media del 9,6% e massima del 26% da ripetere due volte, l'ultima delle quali a poche decine di metri dal traguardo.
La partenza è stata sempre posta a Huy e l'arrivo sempre sul medesimo muro. 

## Albo d'oro
Aggiornato all'edizione 2025.
| Anno | Vincitrice             | Seconda               | Terza                |
| ---- | ---------------------- | --------------------- | -------------------- |
| 1998 | Fabiana Luperini       | Pia Sundstedt         | Catherine Marsal     |
| 1999 | Hanka Kupfernagel      | Edita Pučinskaitė     | Cindy Pieters        |
| 2000 | Geneviève Jeanson      | Pia Sundstedt         | Fany Lecourtois      |
| 2001 | Fabiana Luperini       | Anna Millward         | Trixi Worrack        |
| 2002 | Fabiana Luperini       | Lyne Bessette         | Priska Doppmann      |
| 2003 | Nicole Cooke           | Susan Palmer-Komar    | Oenone Wood          |
| 2004 | Sonia Huguet           | Hanka Kupfernagel     | Edita Pučinskaitė    |
| 2005 | Nicole Cooke           | Oenone Wood           | Judith Arndt         |
| 2006 | Nicole Cooke           | Judith Arndt          | Trixi Worrack        |
| 2007 | Marianne Vos           | Nicole Cooke          | Judith Arndt         |
| 2008 | Marianne Vos           | Marta Bastianelli     | Judith Arndt         |
| 2009 | Marianne Vos           | Emma Johansson        | Claudia Häusler      |
| 2010 | Emma Pooley            | Nicole Cooke          | Emma Johansson       |
| 2011 | Marianne Vos           | Emma Johansson        | Judith Arndt         |
| 2012 | Evelyn Stevens         | Marianne Vos          | Linda Villumsen      |
| 2013 | Marianne Vos           | Elisa Longo Borghini  | Ashleigh Moolman     |
| 2014 | Pauline Ferrand-Prévot | Elizabeth Armitstead  | Elisa Longo Borghini |
| 2015 | Anna van der Breggen   | Annemiek van Vleuten  | Megan Guarnier       |
| 2016 | Anna van der Breggen   | Evelyn Stevens        | Megan Guarnier       |
| 2017 | Anna van der Breggen   | Elizabeth Deignan     | Katarzyna Niewiadoma |
| 2018 | Anna van der Breggen   | Ashleigh Moolman      | Megan Guarnier       |
| 2019 | Anna van der Breggen   | Annemiek van Vleuten  | Annika Langvad       |
| 2020 | Anna van der Breggen   | Cecilie Uttrup Ludwig | Demi Vollering       |
| 2021 | Anna van der Breggen   | Katarzyna Niewiadoma  | Elisa Longo Borghini |
| 2022 | Marta Cavalli          | Annemiek van Vleuten  | Demi Vollering       |
| 2023 | Demi Vollering         | Liane Lippert         | Gaia Realini         |
| 2024 | Katarzyna Niewiadoma   | Demi Vollering        | Elisa Longo Borghini |
| 2025 | Puck Pieterse          | Demi Vollering        | Elisa Longo Borghini |